# Регель
Ре́гель (нем. Regel) — дворянский род.
Определением Правительствующего Сената от 6 июня 1873 года, действительный статский советник Эдуард Людвигов Регель, по личным своим заслугам, признан в потомственном дворянском достоинстве, с правом на внесение в третью часть дворянской родословной книги, вместе с сыновьями: Иоганном-Альбертом, Карлом-Арнольдом, Андреасом-Фридрихом-Вильгельмом, Карлом-Эдуардом, Робертом и дочерью Юлией Елизаветой.
Сыновья Роберта Регеля:
- Анатолий (1915—1989) — советский физик;
- Вадим (1917—?) — физик, лауреат Сталинской премии (1942).

## Описание герба
В лазоревом щите серебряная, с червлёными глазами, согнутая кольцом форель. Она держит ртом и хвостом золотое кольцо.
Над щитом дворянский шлем с короной. Нашлемник: два орлиных крыла, поделённых на серебряный и лазоревый цвет. Намёт: лазоревый с серебром. Герб Регеля внесён в Часть 13 Общего гербовника дворянских родов Всероссийской империи, стр. 154.